# Pelengspookdier
Het pelengspookdier (Tarsius pelengensis)  is een zoogdier uit de familie van de spookdiertjes (Tarsiidae). De wetenschappelijke naam van de soort werd voor het eerst geldig gepubliceerd door Henri Jacob Victor Sody in 1949.

## Voorkomen
De soort komt voor in Indonesië, meer bepaald op het eiland Peleng voor de kust van Sulawesi. Mogelijk komt de soort ook voor op andere eilanden van de Banggai-archipel.